# Pankreasni polipeptid
Pankreasni polipeptid je polipeptid koji izlučuju PP ćelije u endokrinom pankreasu. On se sastoji od 36 aminokiselina i ima molekulsku masu od oko 4200 Da.
Funkcija pankreasnog polipeptida je samoregulacija pankreasnih sekrecionih aktivnosti (endokrinih i egzokrinih). On takođe utiče na nivoe hepatičkog glikogena i gastrointestinalnu sekreciju.
Njegova sekrecija je kod ljudi povećana nakon proteinskog obroka, postovanja, vežbanja, i akutne hipoglikemije, i umanjuje je somatostatin i intravenozna glukoza.

## Literatura
1. ↑  Lonovics J, Devitt P, Watson LC, Rayford PL, Thompson JC (1981 Oct). „Pancreatic polypeptide”. Arch Surg. 116 (10): 1256—64. PMID 7025798. Проверите вредност парамет(а)ра за датум: |date= (помоћ)

## Spoljašnje veze
- Pancreatic+polypeptide на 
- Žvakaća guma za suzbijanje gojaznosti